# Bad Bramstedt
Cet article possède un paronyme, voir Bramstedt.
Bad Bramstedt est une ville de l'arrondissement de Segeberg (Kreis Segeberg), district du Land de Schleswig-Holstein, en Allemagne.

## Géographie
La ville se trouve à 49 km au sud de Kiel, 54 km à l'ouest de Lübeck et 42 km au nord de Hambourg.

## Jumelages
- Drawsko Pomorskie (Pologne)
- Bad Sülze (Allemagne)